# Piptostigma longepilosum
Espèce
Synonymes
- Piptostigma longepilosum Engl.[2]
- Piptostigma mortehani var. pilosa Sillans[2]

Piptostigma longepilosum Engl. ex Engl. & Diels est une espèce de plantes à fleurs de la famille des Annonaceae et du genre Piptostigma. C'est un arbre endémique du Cameroun.

## Description
C'est un arbre de 4 à 16 m de hauteur.

## Distribution
Endémique du Cameroun, elle a été observée sur plusieurs sites dans la Région du Sud-Ouest, tels que la réserve forestière de Mokoko et le parc national de Korup.

## Liste des variétés
Selon Tropicos (8 septembre 2017) :
- variété Piptostigma longepilosum var. subnudum Tisserant